# 甲酰氟
甲酰氟 是一种有机化合物 ，化学式 HC(O)F。

## 制备
HC(O)F 于 1934年首次被报告。其中一种制备甲酰氟的方法是将甲酸钠和苯甲酰氟反应而成。还有一种原位反应是反应KHF2 和 苯甲酰氯：
HCOONa +  C6H5C(O)F  →  FC(O)H  +  C6H5COONa

## 结构
甲酰氟分子是平面三角形的， C-O 和 C-F 键分别为 1.18 和 1.34 A。

## 反应
HC(O)F 在接近室温下自催化分解成一氧化碳和氟化氢：
HC(O)F  →  HF  +  CO
由于甲酰氟的不稳定性，它的反应需在低温下进行，样本需保存于无水碱金属氟化物，e.g. 氟化钾，可以吸收 HF。
苯和其它芳香烃会在三氟化硼下和甲酰氟反应，形成苯甲醛。相关的反应还有存在甲酰氯中间体的加特曼－科赫反應。甲酰氟/BF3 和全氘代苯 (C6D6) 的反应测量到这个反应的动力同位素效果为 2.68，类似于傅-克反应对苯乙酰化测量到的同位素效果。不过， CO 和氟锑酸的混合物甲酰化苯时不会有同位素的影响（C6H6 和 C6D6 的反应速率相同），被认为是因为某种很强的甲酰化试剂造成的，它可能是 CHO+。
甲酰氟会和其它酰氟有类似的反应，会把醇和羧酸分别甲酰化成甲酸酯和含有甲酸的混合酸酐。